# 全体工人战斗阵线

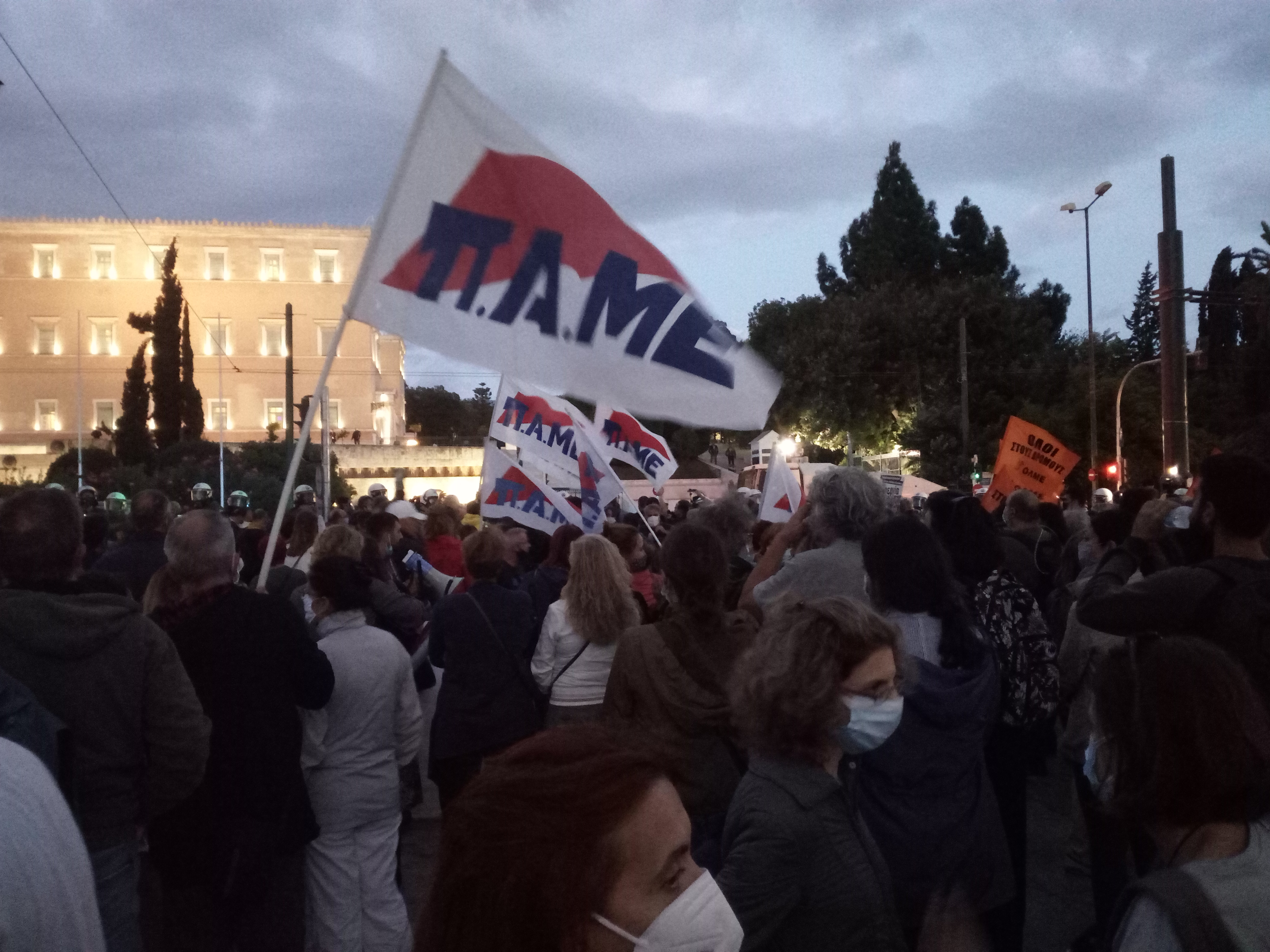
2021年，全体工人战斗阵线在雅典宪法广场举行集会。

全体工人战斗阵线（希臘語：Πανεργατικό Αγωνιστικό Μέτωπο）是希腊的一个全国性工会协调组织。1999年4月，该组织由希腊共产党的工会活动家发起成立。该组织批判希腊总工会及其领导人的政治立场。2005年，该组织有415000名成员。2012年6月，该组织有850000名成员。该组织是世界工会联合会的成员。